# Nicola Cabibbo
Nicola Cabibbo (født 10. april 1935 i Rom, død 16. august 2010 sammesteds), var en italiensk fysiker, som var præsident for Italiens Nationale Institut for Kernefysik mellem 1983 og 1992. Siden 1993 var han præsident for Den katolske kirkes videnskabsakademi, Pontificia Academia Scientiarum. Cabibbo er bedst kendt for sit arbejde med svag kernekraft, hvor forbogstavet i hans efternavn er en del af den såkaldte CKM-matrise. De to andre initialer tilhører Kobayashi Makoto, der fik Nobelprisen i fysik 2008 og Masukawa Toshihide.
Cabibbo har vært tilknyttet CERN i flere perioder og han var gæsteprofessor ved laboratoriet i 2004.